# Ракитово
Ракитово (болг. Ракитово) — город в южной Болгарии. Находится в Пазарджикской области, входит в общину Ракитово. Население составляет 8598 человек (2022).

## География
Город Ракитово находиться в Чепинской долине, в западной части Родопских гор.

## Климат
Климат характеризуется довольно прохладным летом, и мягкой зимой с обильными снегопадами. Такое удачное расположение города, куда ещё доходят морские ветры теплого Эгейского моря, и в основном сосновые леса окружившие город делает его уникальным местом в самом сердце гор.

## История
Ракитово появилось в V веке, и получило названия от дерева ракиты одного из названий ивы.

## Достопримечательности

### КрепостьЦепина
Крепость Цепина находиться неподалёку от Ракитово, в деревне Дорково. Самым известным правителем крепости Алексий Слав, иногда его называют «Властелин Родопи». Крепость была основана в IX веке, расположен на 25 акрах с очень современной для своего времени системой оборонительных объектов. В крепости находились три церкви, с одной из которых впоследствии были сняты два мраморных алтаря с рельефами апостолов Петра и Павла. Они в настоящее время выставлены в Эрмитаже (Санкт-Петербург) . Вход в замок бесплатный, имеется асфальтированная дорога и парковка у подножия крепости. Рядом находятся также раскопки доисторических животных, которые вызывают небывалый интерес среди зарубежных археологов и ученых.

## Города побратимы
Список города-побратимы г. Ракитово. В скобках указан год подписания соглашения о сотрудничестве.

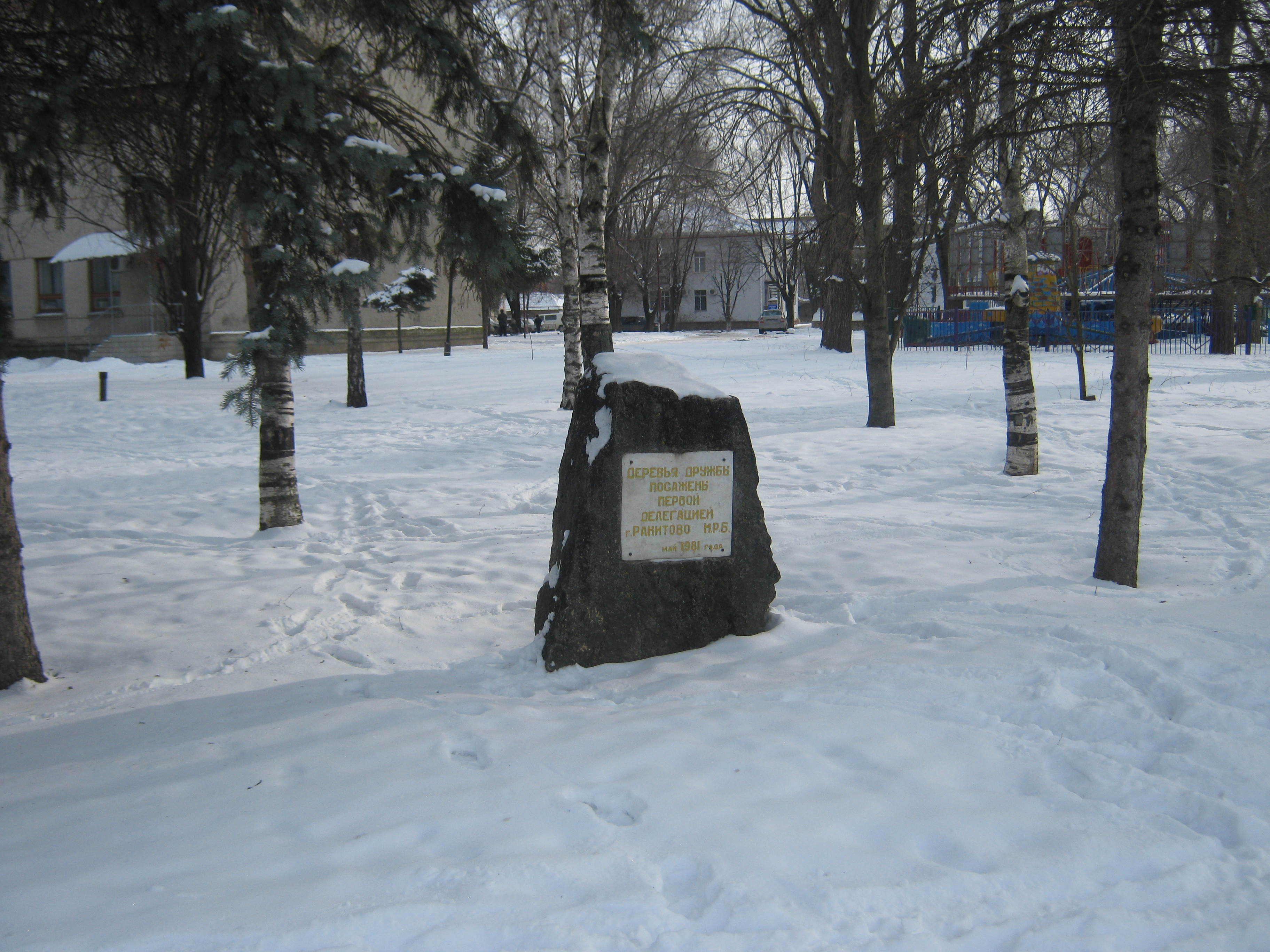
Памятный камень в сквере имени Гайдара г. Светлограда, надпись на котором гласит: «Деревья дружбы посажены первой делегацией г. Ракитово Н. Р.Б. май 1981»

- Светлоград, Россия (1981).